# كارستن أندرسن
كارستن أندرسن (بالنرويجية البوكمول: Karsten Andersen)‏ هو موسيقي أكاديمي نرويجي، ولد في 16 فبراير 1920 في فريدريكستاد في النرويج، وتوفي في 15 ديسمبر 1997 في أوسلو في النرويج.

## وصلات خارجية
- كارستن أندرسن على موقع ميوزك برينز (الإنجليزية)
- كارستن أندرسن على موقع ديسكوغز (الإنجليزية)